# Stainach
Stainach est une ancienne commune autrichienne du district de Liezen en Styrie.